# Shani Tarashaj
Shani Tarashaj (Hausen am Albis, Zürich kanton, 1995. február 7. –) svájci labdarúgó, az angol Everton csatára.